# Kwak Hee-ju
Kwak Hee-ju ((곽희주?, 郭熙柱?); Gangneung, 5 ottobre 1981) è un allenatore di calcio ed ex calciatore sudcoreano, di ruolo difensore, tecnico del Tongwon University.